# Regió de Mbeya
Mbeya és una de les trenta regions administratives en les quals està dividida la República Unida de Tanzània. La seva principal població és la ciutat de Mbeya.

## Districtes
Aquesta regió es troba subdividida internament en tan sols vuit districtes:
1. Chunya
2. Ileje
3. Kyela
4. Mbarali
5. Mbeya Urbà
6. Mbeya Rural
7. Mbozi
8. Rungwe

## Territori i població
La regió de Mbeya té una extensió de territori que abasta una superfície de 60.350 quilòmetres quadrats. A més aquesta regió administrativa té una població d'1.063.328 persones. La densitat poblacional és de 34,3 habitants per cada quilòmetre quadrat de la regió.